# Tintinara
Tintinara är en ort i Australien. Den ligger i kommunen The Coorong och delstaten South Australia, omkring 170 kilometer sydost om delstatshuvudstaden Adelaide.
Trakten runt Tintinara är nära nog obefolkad, med mindre än två invånare per kvadratkilometer.. Tintinara är det största samhället i trakten.
Trakten runt Tintinara består till största delen av jordbruksmark. Genomsnittlig årsnederbörd är 477 millimeter. Den regnigaste månaden är juni, med i genomsnitt 76 mm nederbörd, och den torraste är december, med 11 mm nederbörd.